# Pontes Gestal (ort)
Pontes Gestal är en ort i Brasilien.   Den ligger i kommunen Pontes Gestal och delstaten São Paulo, i den sydöstra delen av landet, 500 km söder om huvudstaden Brasília. Pontes Gestal ligger 441 meter över havet och antalet invånare är 2 518.
Terrängen runt Pontes Gestal är platt, och sluttar norrut. Runt Pontes Gestal är det glesbefolkat, med 12 invånare per kvadratkilometer..
Omgivningarna runt Pontes Gestal är en mosaik av jordbruksmark och naturlig växtlighet.